# Primal Prey
Primal Prey est un jeu vidéo de tir à la première personne développé et édité par Sunstorm Interactive, sorti en 2001 sur Windows.

## Système de jeu
Primal Prey est un jeu de chasse au dinosaure en vue à la première personne.

## Accueil
- GameSpot : 3,9/10[1]